# Eucalyptus imlayensis
Eucalyptus imlayensis là một loài thực vật có hoa trong Họ Đào kim nương. Loài này được Crisp & Brooker mô tả khoa học đầu tiên năm 1980.

## Hình ảnh

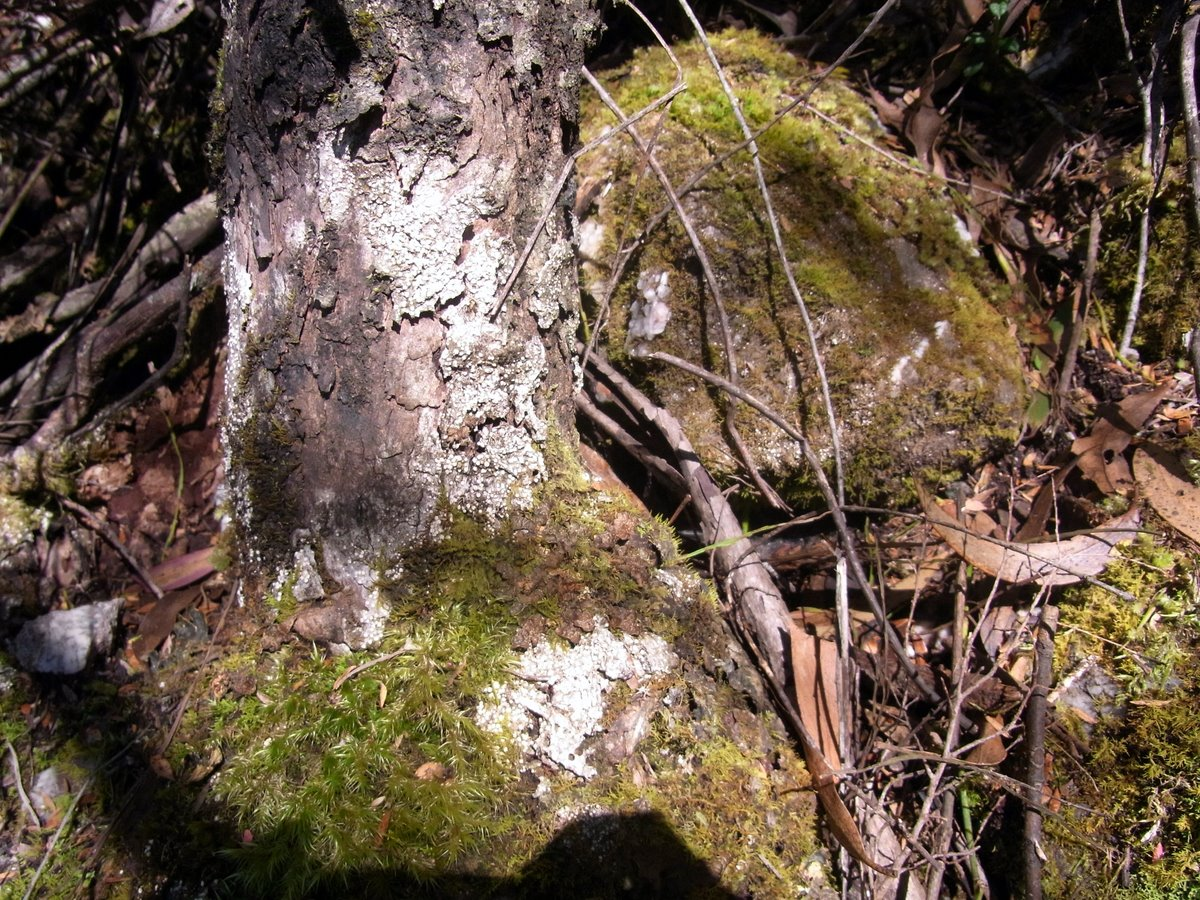
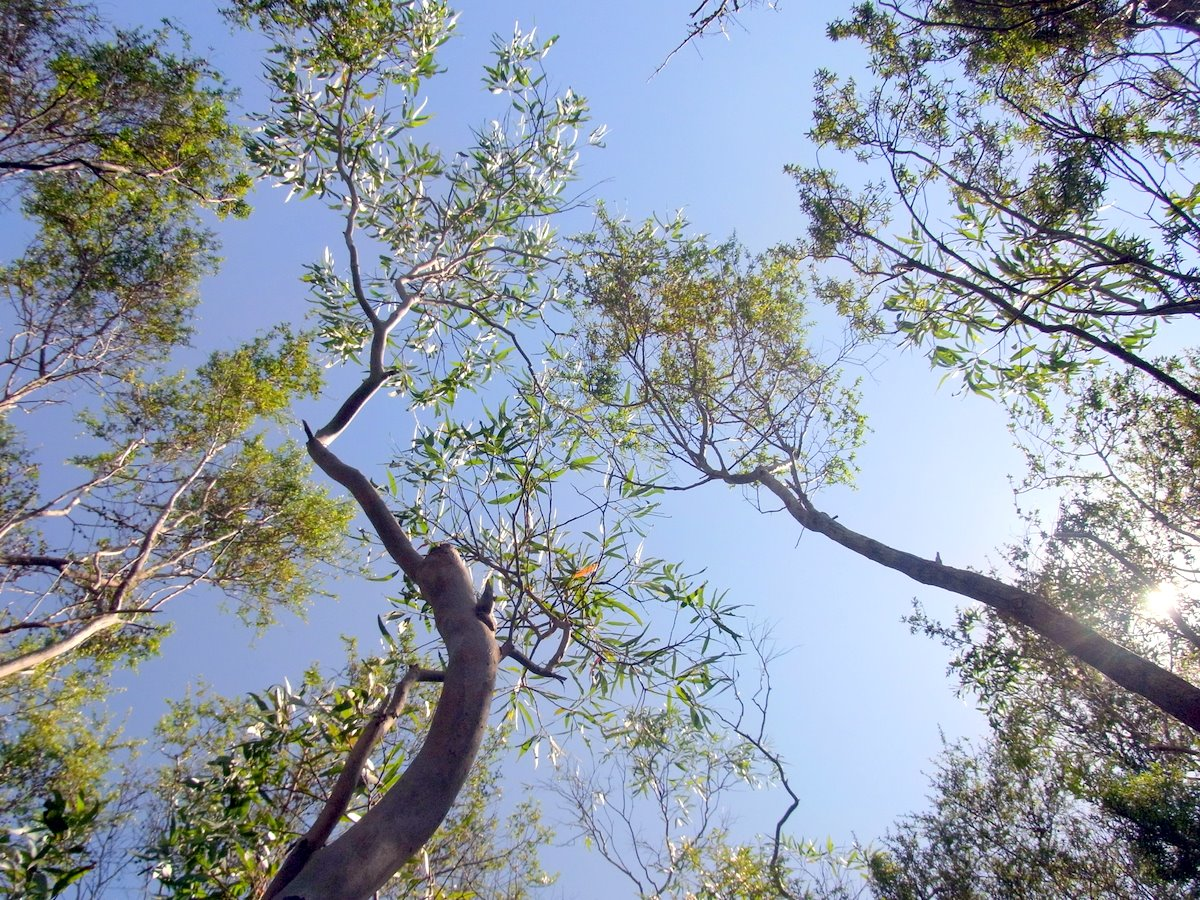
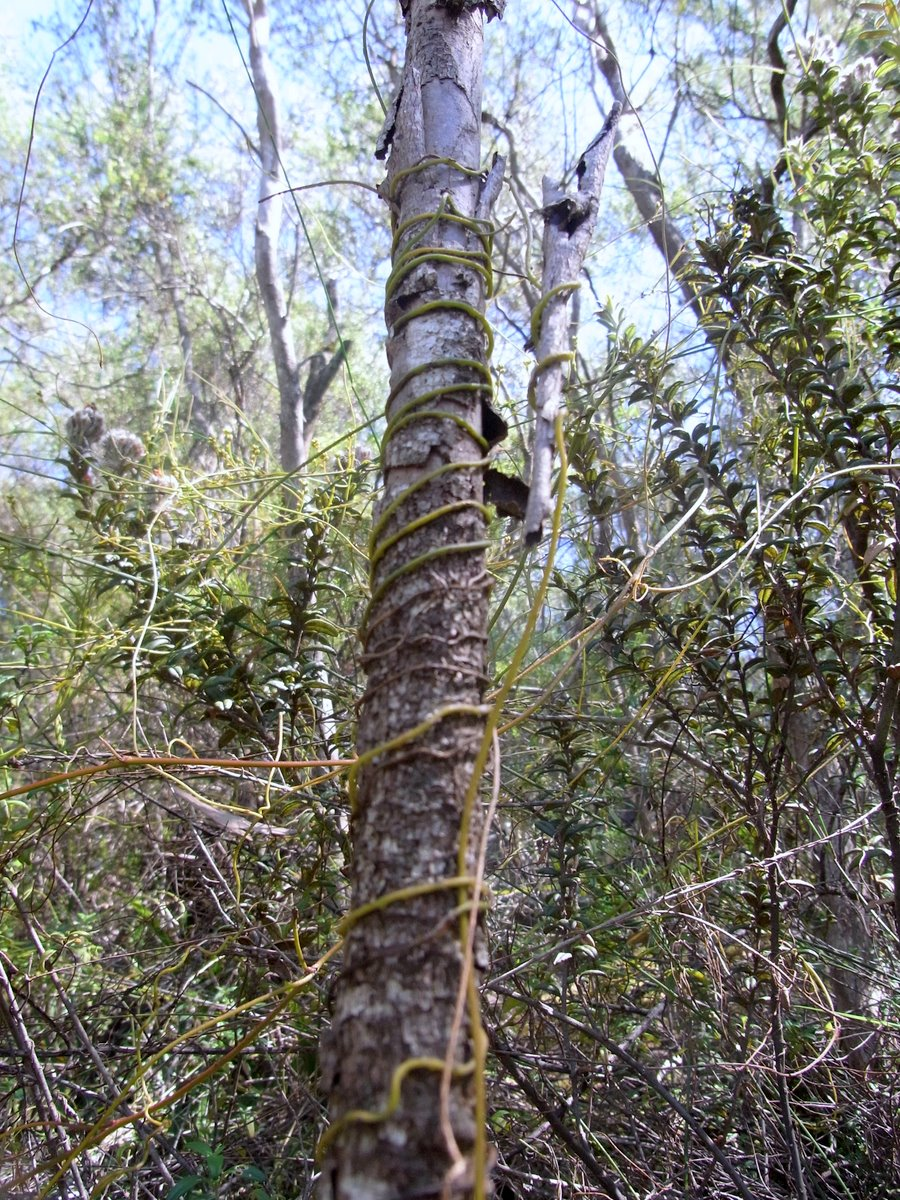
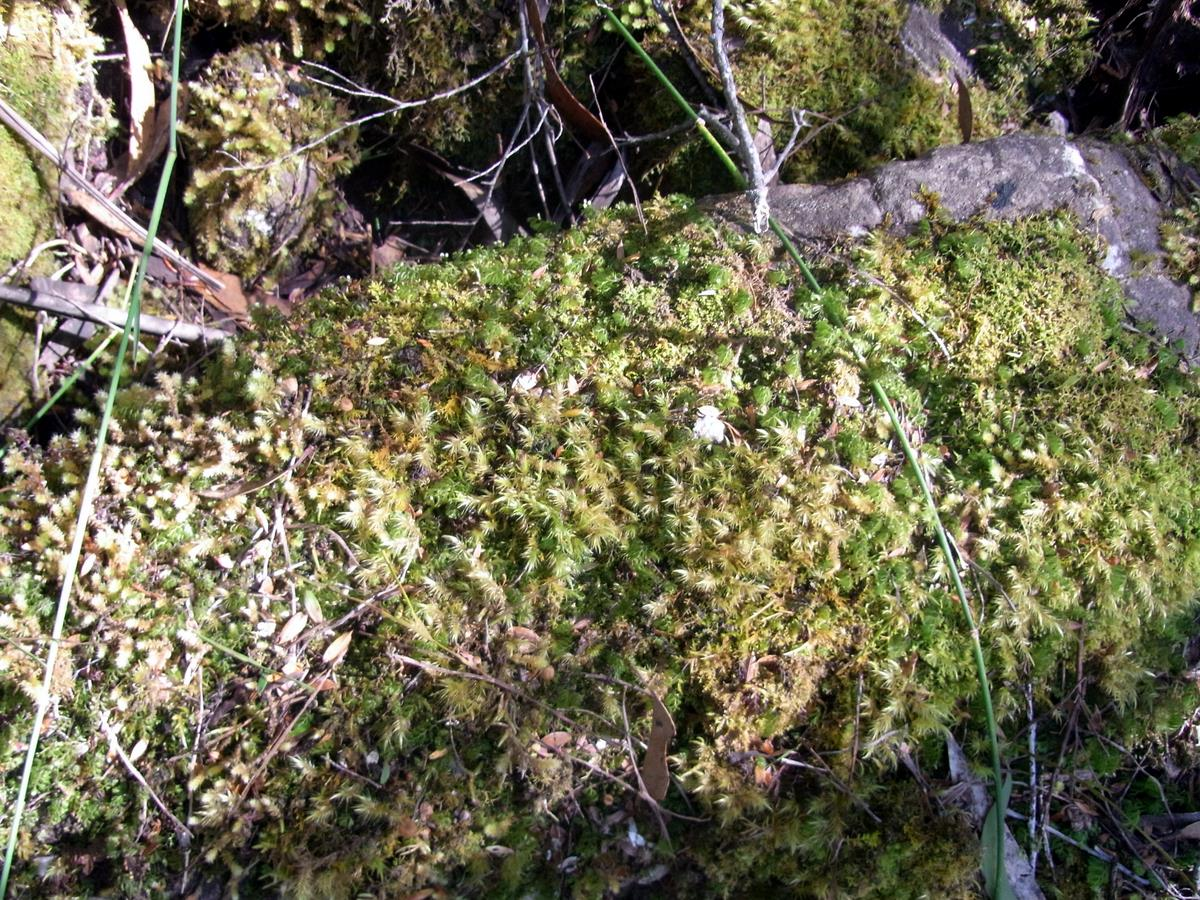